# Andes turrondi
Andes turrondi är en insektsart som beskrevs av Birgit Löcker 2007. Andes turrondi ingår i släktet Andes och familjen kilstritar. Inga underarter finns listade i Catalogue of Life.